# Потсдамска конференција
Потсдамска конференција је била конференција у Потсдаму, у окупираној Немачкој. Учесници су били Совјетски Савез, Велика Британија и Сједињене Државе. Три државе су представљали генерални секретар ЦК КПСС Јосиф Стаљин, премијери Британије Винстон Черчил и касније Клемент Атли, и амерички председник Хари С. Труман. Она је одржана од 17. јула до 2. августа 1945. године. Разговарано је о стварању послератног поретка, супротстављању ефектима рата и мировним уговорима, о демилитаризацији и денацификацији Немачке и договорили су се о територијалним променама у источној Европи.

## Претходне конференције
- Конференција у Јалти
- Друга конференција на Квебеку
- Техеранска конференција
- Конференција у Каиру
- Конференција у Казабланци